# Premios Fund TV
Los Premios Fund TV son una distinción otorgada anualmente a los mejores programas que se destacaron por su aporte a la sociedad en Argentina. Se entregan 25 premios por áreas de actividad televisiva. Los premios fueron creados por Fund TV, una organización sin fines de lucro con el objeto de resaltar el compromiso social de la televisión desde una perspectiva educativa, la cual posee un alcance federal para incentivar la participación televisiva de todo el país.

## Categorías
Actualmente entre los distintos Premios Fund TV que se entregan en cada área se encuentran:
| - Mejor Programa Artístico y Cultural – Productoras o emisoras - Mejor Programa Artístico y Cultural – Productoras pequeñas o medianas - Mejor Programa de Ciencia, Naturaleza y Ambiente - Mejor Programa Deportivo - Mejor Programa de Documentales Unitarios - Mejor Programa de Documentales en Serie - Mejor Programa de Educación - Mejor Programa de Entretenimiento - Mejor Ficción - Mejor Ficción Diaria - Mejor Programa Infantil - Mejor Programa de Interés General – Productoras o emisoras | - Mejor Programa de Interés General – Productoras pequeñas o medianas - Mejor Programa Juvenil - Mejor Programa de Musicales y Espectáculos Artísticos - Mejor Noticiero Local - Mejor Noticiero Nacional - Mejor Programa Periodístico de Actualidad - Mejor Programa Periodístico Local - Mejor Programa Periodístico de Opinión - Mejor Programa de Prevención - Mejor Programa de Promoción Humana y Social - Mejor Programa Digital Educativo - Mejor Publicidad - Mejor Programa sobre Temas de Vida Cotidiana |

## Ceremonias
| Edición | Fecha de la gala         | Presentador(es)                     | Canal                |
| ------- | ------------------------ | ----------------------------------- | -------------------- |
| 1°      | 3 de julio de 1995       | Pancho Ibáñez                       | Volver               |
| 2°      | 8 de julio de 1996       | Desconocido                         | Volver               |
| 3°      | 7 de julio de 1997       | Desconocido                         | Volver               |
| 4°      | 6 de julio de 1998       | Desconocido                         | Volver               |
| 5°      | 5 de julio de 1999       | Pancho Ibáñez                       | Volver               |
| 6°      | 3 de julio de 2000       | Desconocido                         | Plus Satelital       |
| 7°      | 2 de julio de 2001       | Maby Wells y Pancho Ibáñez          | Volver               |
| 8°      | 1 de julio de 2002       | Teresa Calandra y Pancho Ibáñez     | Plus Satelital       |
| 9°      | 8 de julio de 2003       | Fabiana Araujo y Pancho Ibáñez      | Plus Satelital       |
| 10°     | 5 de julio de 2004       | Mariana Arias y Fernando Bravo      | Plus Satelital       |
| 11°     | 4 de julio de 2005       | Ernestina Pais y Jorge Guinzburg    | Volver               |
| 12°     | 3 de julio de 2006       | Ernestina Pais y Pancho Ibáñez      | Volver               |
| 13°     | 2 de julio de 2007       | Ernestina Pais y Gabriel Schultz    | Volver               |
| 14°     | 7 de julio de 2008       | Ernestina Pais y Pancho Ibáñez      | Volver               |
| 15°     | 21 de septiembre de 2009 | Débora Pérez Volpin y Pancho Ibáñez | Volver               |
| 16°     | 5 de julio de 2010       | Silvia Martínez y Pancho Ibáñez     | Volver               |
| 17°     | 4 de julio de 2011       | Débora Pérez Volpin y Pancho Ibáñez | Volver               |
| 18°     | 2 de julio de 2012       | Silvia Martínez y Pancho Ibáñez     | Volver               |
| 19°     | 1 de julio de 2013       | Laura Oliva e Iván de Pineda        | Canal Ciudad Abierta |
| 20°     | 7 de julio de 2014       | Teté Coustarot y Pancho Ibáñez      | Volver               |
| 21°     | 13 de julio de 2015      | Barbie Simons e Iván de Pineda      | Volver               |
| 22°     | 4 de julio de 2016       | Barbie Simons e Iván de Pineda      | Volver               |
| 23°     | 3 de julio de 2017       | Barbie Simons y Diego Leuco         | Volver               |
| 24°     | 2 de julio de 2018       | Barbie Simons y Diego Leuco         | Volver               |
| 25°     | 1 de julio de 2019       | Emilia Attias y Horacio Cabak       | Volver               |
| 26°     | 5 de agosto de 2020      | Nicolás Magaldi                     | Teleshow Streaming   |